# 和田由紀子
和田 由紀子（わだ ゆきこ、2002年1月8日 - ）は、日本の女子バレーボール選手である。

## 来歴
京都府京都市出身。3人姉弟の長女。いとこの影響を受けバレーボールを始めた。
2020年2月12日、JTマーヴェラスへの入団内定が発表された。背番号は16。同期入団は榊原菜那。
2022-23シーズンよりJTでの背番号が16から5に変更となった。
2023年、日本代表登録メンバーに選出された。ネーションズリーグで、6連勝中のアメリカ合衆国との試合でスタメンに抜擢され、32得点を挙げる活躍で起用に応え、相手の連勝を止めるフルセット勝ちに貢献した。同年9月のパリ五輪予選に出場した。
2024年5月、4年間所属したJTマーヴェラスを退団。7月にNECレッドロケッツ川崎への入団が発表された。

## 球歴
- 日本代表（2023年-）
  - ネーションズリーグ - 2023年、2024年、2025年
  - オリンピック - 2024年

## 所属チーム
- 京都市立西野小学校（陵ヶ岡ウィンズ）[1]
- 京都市立安祥寺中学校[1]
- 京都橘高等学校
- JTマーヴェラス #16、#5（2020-2024年）
- NECレッドロケッツ川崎 #13（2024年-）

## 個人成績
V.LEAGUEの個人成績は下記の通り。
| 大会        | チーム      | 出場     | 出場        | アタック | アタック | アタック | アタック | バックアタック | バックアタック | バックアタック | バックアタック | アタック 決定本数 | ブロック | ブロック       | サーブ | サーブ         | サーブ   | サーブ | サーブ | サーブ   | サーブレシーブ | サーブレシーブ | サーブレシーブ | サーブレシーブ | 総得点      | 総得点      | 総得点   | 総得点      |
| ----------- | ----------- | -------- | ----------- | -------- | -------- | -------- | -------- | -------------- | -------------- | -------------- | -------------- | ----------------- | -------- | -------------- | ------ | -------------- | -------- | ------ | ------ | -------- | -------------- | -------------- | -------------- | -------------- | ----------- | ----------- | -------- | ----------- |
| 大会        | チーム      | 試 合 数 | セ ッ ト 数 | 打 数    | 得 点    | 失 点    | 決 定 率 | 打 数          | 得 点          | 失 点          | 決 定 率       | セ ッ ト 平 均    | 得 点    | セ ッ ト 平 均 | 打 数  | ノ 丨 タ ッ チ | エ 丨 ス | 失 点  | 効 果  | 効 果 率 | 受 数          | 成 功 ・ 優    | 成 功 ・ 良    | 成 功 率       | ア タ ッ ク | ブ ロ ッ ク | サ 丨 ブ | 得 点 合 計 |
| V1 2020-21  | JT          | 25       | 20          | 104      | 27       | 9        | 26.0     | 15             | 5              | 2              | 33.3           | 1.35              | 0        | -              | 27     | 0              | 0        | 5      | 6      | 0.9      | 2              | 1              | 0              | 50.0           | 27          | 0           | 0        | 27          |
| 通算：1大会 | 通算：1大会 | 25       | 20          | 104      | 27       | 9        | 26.0     | 15             | 5              | 2              | 33.3           | 1.35              | 0        | -              | 27     | 0              | 0        | 5      | 6      | 0.9      | 2              | 1              | 0              | 50.0           | 27          | 0           | 0        | 27          |